# As Falls Wichita, so Falls Wichita Falls
As Falls Wichita, so Falls Wichita Falls ist ein Fusion-Album von Pat Metheny und Lyle Mays, das im September 1980 von Jan Erik Kongshaug aufgenommen und im Jahr 1981 von ECM veröffentlicht wurde.

## Hintergrund
Die Musik zum Album entstand, nachdem Mays und Metheny den verheerenden Red River Valley Tornado in Wichita Falls, Texas, am 10. April 1979 erlebt hatten. Der Tornado, bei dem 56 Menschen ihr Leben verloren und über 1900 verletzt wurden, verursachte allein in Wichita Falls einen Schaden von 840 Millionen US-Dollar.
Mit dem Titelstück des Albums widmeten Mays und Metheny dem Tornado die erste Seite des Albums. Ähnlich einem Tornado gewinnt die Musik des über zwanzig Minuten langen Stücks allmählich an Kraft.
Ein Höhepunkt des Albums ist das Stück „September Fifteenth“, das Bill Evans gewidmet ist. Der Pianist verstarb an diesem Datum während der Aufnahme des Albums. Das Stück ist ein ruhiges und leicht wehmütiges Klavier- und Gitarren-Duett.
Ein Stück des Albums wurde 1988 als Hintergrund zum TV-Werbespot für Fahrenheit von Christian Dior ausgesucht.

## Rezeption
Steven Cook rezensierte das Album bei allmusic: „dies ist sicherlich eine lohnende CD für Fans…, ist aber nicht essentiell“.
Richard Cook & Brian Morton meinten im Penguin Guide to Jazz lapidar „lot of pastels“ und vergaben dem Album 2½ Sterne.
Das Album führte 36 Wochen die Billboard Jazz-Charts an. Das Titelstück war 1981 für den Grammy im Bereich „Beste instrumentale Jazz-Komposition“ nominiert.

## Titelliste
Alle Kompositionen stammen von Mays und Metheny
1. As Falls Wichita, so Falls Wichita Falls – 20:45
2. Ozark – 4:03
3. September Fifteenth [Dedicated to Bill Evans] – 7:45
4. It's for You – 8:20
5. Estupenda Graça – 2:41